# Syllepis triangulifera
Syllepis triangulifera là một loài bướm đêm trong họ Crambidae.